# Mike Bolsenbroek
Mike Bolsenbroek (Apeldoorn, 11 maart 1987) is een Nederlandse honkballer die als werper uitkomt.
Bolsenbroek, een rechthandige werper, met een lengte van 2 meter en drie centimeter begon met honkbal bij Robur '58 in Apeldoorn. Hij debuteerde in de hoofdklasse in 2005 voor HCAW in Bussum maar ging spoedig in Amerika spelen. Nadat hij in een highschoolteam was uitgekomen ging hij spelen voor het universiteitsteam van het Santa Ana College in Californië. Hier werd hij opgemerkt door de organisatie van de Chicago White Sox die hem een contract aanbood in 2006 die hij afsloeg. Een jaar later tekende hij wel bij de Philadelphia Phillies en kwam uit in de Minor League op rookie en single A niveau van 2008 tot 2010. Hierna besloot hij terug te keren naar Europa en tekende een contract bij de Duitse kampioen Regensburg Legionaires waarmee hij vijfmaal het Duitse landskampioenschap won.
Bolsenbroek, die in Duitsland woont, kwam enige tijd uit voor het Duitse nationale team maar besloot in 2014 voor het Nederlands team te kiezen. Hiermee deed hij mee aan de Europese kampioenschappen van 2014 waar hij tegen Griekenland een perfect game gooide. In de laatste winnaarspoulewedstrijd tegen Italië gooide hij een complete wedstrijd waarin hij slechts drie honkslagen tegen kreeg, zes man uitgooide en de wedstrijd als winnend pitcher met 5-0 afsloot.